# Руднянская волость (Богучарский уезд)
Руднянская волость — историческая административно-территориальная единица Богучарского уезда Воронежской губернии с центром в селе Рудня.
По состоянию на 1880 год состояла 3 поселений, 3 сельских общин. Населения — 7985 человек (3966 мужского пола и 4019 — женской), 1101 дворовое хозяйство.
|                       | Площадь, десятин | В том числе пахотной, дес. |
| --------------------- | ---------------- | -------------------------- |
| Сельских общин        | 16416            | 13474                      |
| Частной собственности | 13               | —                          |
| Другой собственности  | 164              | 164                        |
| В общем               | 16593            | 13338                      |

Поселения волости на 1880 год:
- Рудня — бывшее государственное село при реке Новая Толучеевка за 87 верст от уездного города, 3049 человек, 479 дворов, православная церковь, 2 лавки.
- Новая Толучеевка — бывшая государственная слобода при реке Новая Толучеевка, 2407 человек, 340 дворов, православная церковь, 2 лавки.
- Ясеновка — бывшая государственная слобода при реке Новая Меловатка, 1303 лица, 224 двора, православная церковь, 2 лавки.

По данным 1900 года в волости насчитывалось 6 поселений со смешанным украинским и российским населением, 3 сельских общества, 173 здания и учреждения, 1487 дворовых хозяйств, население составляло 8604 лица (4237 мужского пола и 4367 — женского).
В 1915 году волостным урядником был Семен Фокійович Водолажский, старшиной — Яков Алексеевич Степанцев, волостным писарем — Охрим Кириллович Маслов.